# Прибутковий будинок Бострикіних
Прибутковий будинок Бострикіних (рос. Доходный дом Бострикиных) — будівля в Ростові-на-Дону, розташоване на Пушкінській вулиці (будинок 106). Прибутковий будинок був побудований в 1914 році і спочатку належав Івану і Ганні Бострикіним. Будівля має статус об'єкта культурної спадщини регіонального значення.

## Історія
Прибутковий будинок Івана та Анни Бострикіних був побудований в 1914 році за проектом цивільного інженера Семена Васильовича Попилина. На початку 1920-х років прибутковий будинок націоналізували і розмістили в ньому комунальні квартири. У 1997 році власником будинку став Сбербанк Росії. Після відселення мешканців було проведено капітальний ремонт і реставрація будівлі. В ньому розмістилося відділення банку.

## Архітектура
Триповерхова будівля розташована по червоній лінії вулиці Пушкінській. Симетричний фасад прибуткового будинку оформлений в стилі модерн з використанням елементів класицизму і ірраціоналізму. Перший поверх рустований. На другому і третьому поверхах розташовані балкони з ажурними ґратами. Фасад будівлі увінчаний аттиком складною вигнутої форми. Над карнизом встановлені тумби парапету. Фасад прикрашений вставками декоративної штукатурки. Колірна гамма фасаду була підібрана в ході реставрації 1997 року виходячи з архітектурного стилю будівлі.